# Juliana Carrijo
Juliana Santos Carrijo (Uberlândia, 25 febbraio 1992) è una pallavolista brasiliana.
Gioca nel ruolo di palleggiatrice.

## Carriera
Juliana Carrijo muove i suoi primi passi nella pallavolo all'età di otto. Dodicenne entra a far parte del settore giovanile del Praia Clube, dove resta per tre anni, prima di giocare per un biennio col São Caetano, club che la fa esordire in Superliga nella stagione 2009-10; con la nazionale under 20 vince la medaglia d'argento al campionato mondiale 2011.
Nel campionato 2011-12 fa ritorno al Praia Clube, club col quale si aggiudica cinque volte il Campionato Mineiro; nel 2013 fa parte della selezione universitaria che vince la medaglia d'argento alla XXVII Universiade e partecipa al campionato mondiale under 23.
Nella stagione 2017-18 si trasferisce al Bauru, sempre in Superliga Série A.

## Palmarès

### Club
- Campionato Mineiro: 5

2011, 2012, 2013, 2014, 2015

### Nazionale (competizioni minori)
- Campionato mondiale under 20 2011
- Universiade 2013